# One Line
《One Line》（韓語：원라인）是一部2017年上映的韓國犯罪電影，由《日出》《爛演技》等短篇電影的導演梁慶模執導，任時完、晉久及朴秉恩主演。劇情講述了捲入大型借貸詐騙案的平凡大學生，與各懷目標的專業詐騙犯之間發生的故事。

## 演員陣容

### 主要人物
- 任時完 飾演 李敏載
- 晉久 飾演 張錫九
- 朴秉恩 飾演 姜智源

### 其他演員
- 李東輝 飾演 宋次長
- 金善映 飾演 洪代理
- 安世河 飾演 千主煥，刑警。
- 朴鐘煥 飾演 基太
- 金洪發 飾演 白理事
- 朴有煥 飾演 赫鎮
- 王智媛 飾演 海善
- 趙宇鎮 飾演 元檢察官
- 朴亨洙 飾演 韓書記官
- 李錫浩 飾演 文洙
- 金國熙 飾演 珠熙
- 李道賢 飾演 老朴
- 朴成妍 飾演 老崔
- 金元碩 飾演 燒傷男子
- 吳敏愛 飾演 珠熙的母親
- 朴根祿 飾演 酒店男子
- 玄奉植 飾演 銷贓男子
- 羅秀允 飾演 敏載貸款的職員
- 金久景 飾演 骨灰堂東亞店長
- 申東力 飾演 老馬
- 權範澤 飾演 東亞銀行權副行長
- 金正洙 飾演 首爾銀行金副行長
- 裴素恩 飾演 大學生
- 姜真雅 飾演 珠熙骨灰堂職員
- 金佳恩 飾演 新沙倫職員
- 林智煥 飾演 未來職員
- 朴元碩 飾演 未來職員
- 朴建道 飾演 基太的跟班
- 金泰俊 飾演 警察
- 秋延珪 飾演 警察
- 黃成俊 飾演 受害人
- 朴智弘 飾演 受害人
- 金熙尚 飾演 受害人
- 河敏 飾演 夫人
- 全光鎮 飾演 頂層休息室客人
- 韓昌賢 飾演 首爾銀行文科長
- 柳大植 飾演 贓車老闆

### 特別出演
- 李壹花 飾演 英熙

## 外部連結
- NAVER上《One Line》的資料
- Daum上《One Line》的資料

- 韩国电影数据库（KMDb）上《One Line》的資料
- 互联网电影数据库（IMDb）上《One Line》的资料（英文）
- 豆瓣电影上《One Line》的資料 （简体中文）
- Yahoo奇摩電影上《One Line》的資料（繁體中文）
- 開眼電影網上《One Line》的資料（繁體中文）
- Box Office Mojo上《One Line》的资料（英文）